# Цаголова, Руфь Сергеевна
Руфь Сергеевна Цаголова (1927—2017) — советский и российский лингвист и педагог, доктор филологических наук (1988), профессор (1993). Заслуженный профессор МГУ (2001).

## Биография
Родилась 27 сентября 1927 года в Москве.
С 1947 по 1952 год обучалась в МГПИ имени В. П. Потёмкина, с 1952 по 1956 год обучалась в аспирантуре при этом институте. С 1956 года на педагогической работе на Филологическом факультете МГУ в должностях преподавателя и доцента. С 1978 года была основателем и первым заведующим кафедры английского языка Экономического факультета МГУ. С 1991 по 2010 год — профессор и одновременно с 1991 по 2000 год — заведующий кафедрой социологии коммуникативных систем Социологического факультета МГУ. С 2010 года — профессор кафедры информационного обеспечения внешней политики Факультета мировой политики МГУ.
В 1956 году Р. С. Цаголова защитила диссертацию на соискание учёной степени кандидат филологических наук по теме: «Становление системы прошедших времен в среднеанглийском языке. XV в.», в 1988 году — доктор филологических наук по теме: «Системное исследование терминологии политической экономии: лингвистические аспекты проблемы научного термина». В 1969 году приказом ВАК ей было присвоено учёное звание доцент, в 1993 году — профессор. В 2001 году была удостоена почётного звания Заслуженный профессор МГУ.
Основная научно-педагогическая деятельность Р. С. Цаголовой была связана с вопросами в области социологии и проблем коммуникации в функции управления общественными связями и общественными отношениями. Основные труды: учебное пособие «Учебное пособие по английскому языку для студентов-экономистов» (1977), учебники для вузов «Английский язык : Для экономистов» (1983) и «Учебное пособие по английскому языку для студентов-экономистов» (1984), учебные разработки «Лексико-семантические особенности политико-экономической терминологии» (1985) и «Методологические проблемы социальной лингвистики» (1986).
Скончалась 16 ноября 2017 года в Москве на 91-м году жизни.

## Семья
Супруг — экономист Н. А. Цаголов (1904—1985). 